# Корициська (Пшисуський повіт)
Корициська (пол. Koryciska) — село в Польщі, у гміні Венява Пшисуського повіту Мазовецького воєводства.
Населення — 240 осіб (2011).
У 1975-1998 роках село належало до Радомського воєводства.

## Демографія
Демографічна структура станом на 31 березня 2011 року:
|          | Загалом | Допрацездатний вік | Працездатний вік | Постпрацездатний вік |
| -------- | ------- | ------------------ | ---------------- | -------------------- |
| Чоловіки | 119     | 16                 | 87               | 16                   |
| Жінки    | 121     | 23                 | 60               | 38                   |
| Разом    | 240     | 39                 | 147              | 54                   |